# أتشاران
أتشاران هي قرية في مقاطعة أصفهان، إيران. عدد سكان هذه القرية هو 1,500 في سنة 2006.